# Ramona Lovin
Ramona Lovin (n. 1 februarie 1980) este un politician român, aleasă în 2024 deputat din partea partidului Alianța pentru Unirea Românilor. 

## Biografie
Ramona Lovin s-a născut pe 1 februarie 1980 la Județul Neamț în Republica Socialistă România. În 2003, Lovin s-a mutat în Italia, locuind pe malul Mării Tireniene.  A fost șefă AUR Italia. Plecată din țară, din județul Neamț, de unde este și Marius Lulea, din 2003, s-a reîntors după 18 ani.

## Carieră politică
La alegerile parlamentare din 2020, Lovin a fost candidata AUR din Italia, dar nu a fost ales. Începând cu martie 2024, Lovin era secretar general-adjunct al Biroului Național al partidului AUR, fiind una dintre cele șase femei cu cel mai înalt rang din partid, deși nicio femeie nu făcea parte din conducerea de vârf.

### Deputat (2024–prezent)

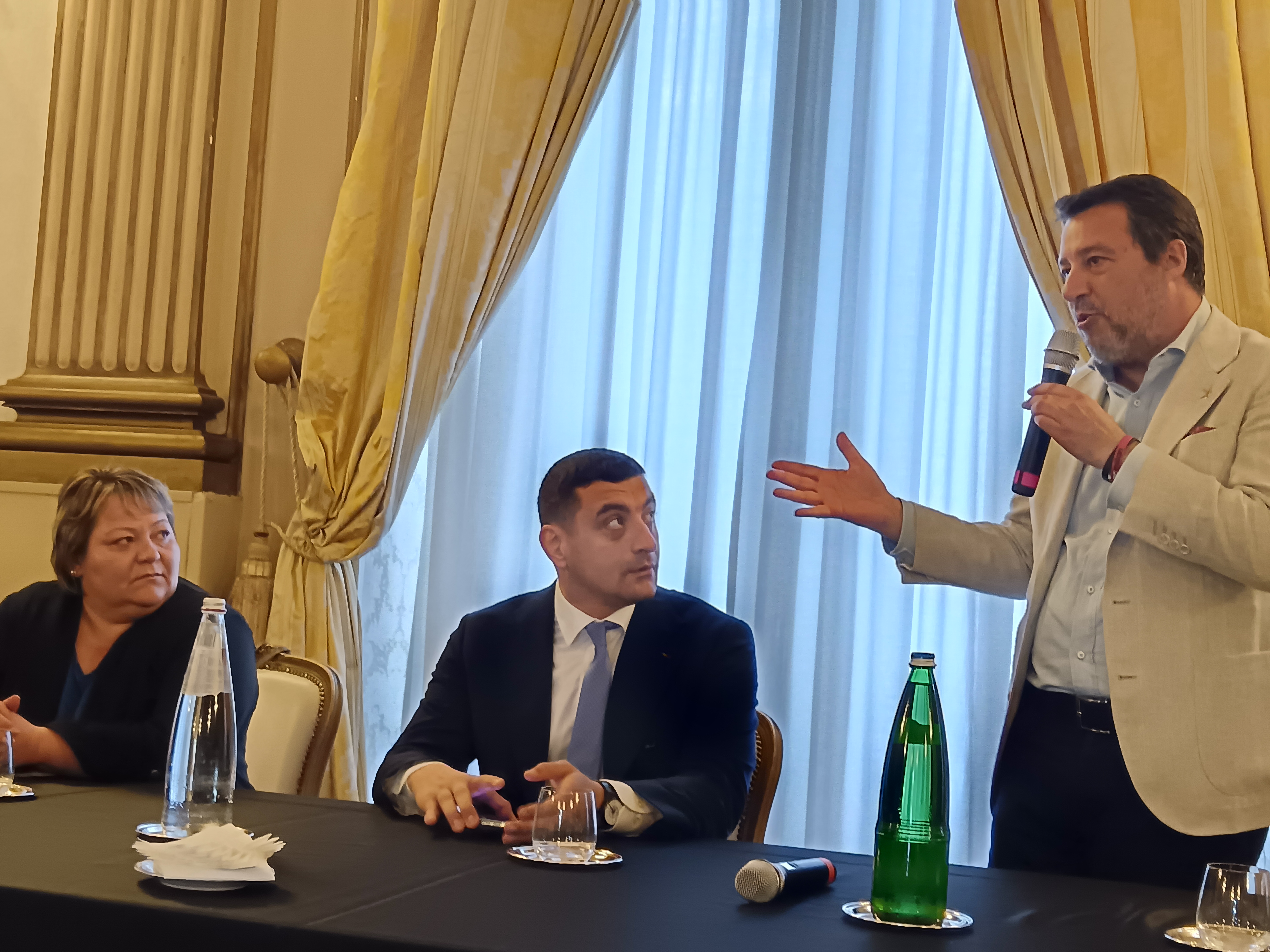
Lovin cu George Simion și Matteo Salvini la Roma, 14 mai 2025

La alegerile parlamentare din 1 decembrie 2024, Lovin a fost aleasă membru al Camerei Deputaților, în circumscripția nr. 43, circumscripția electorală pentru cetățenii români cu domiciliul în afara țării. Ca deputat este vicepreședinte al Comisiei pentru comunitățile de români din afara granițelor țării din Camera Deputaților. De asemenea, este secretar al Grupului parlamentar de prietenie cu Republica Italiană. dar nu a fost ales
Ea este o susținătoare a unificării româno-moldovenești.